# Leopold Jansa

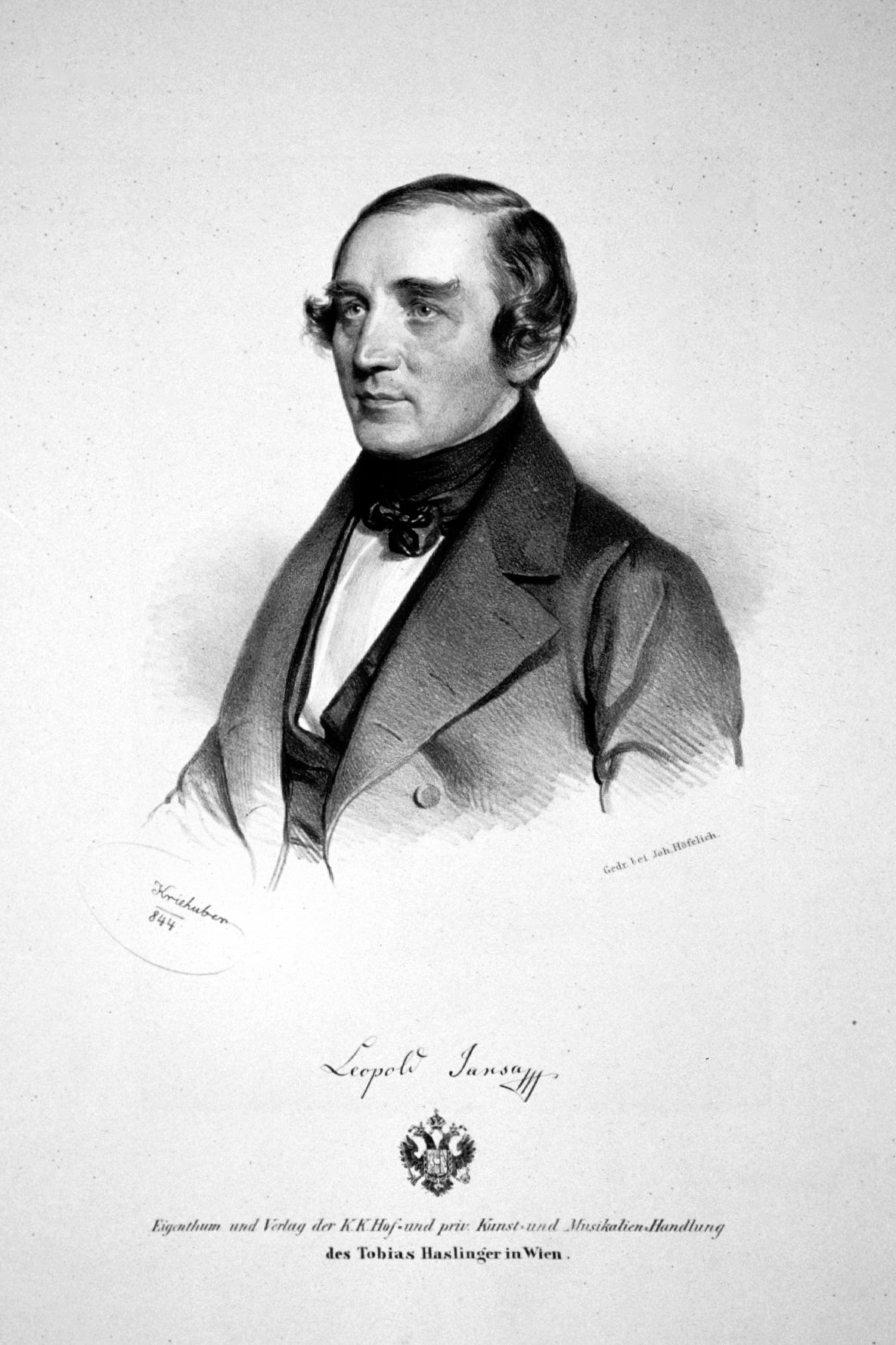
Leopold Jansa, Lithographie von Josef Kriehuber, 1844

Leopold Jansa (* 23. März 1795 in Wildenschwert, Böhmen; † 24. Jänner 1875 in Wien) war ein tschechisch-österreichischer Violinist und Komponist, der sich hauptsächlich als Musiker im Streichquartett und als Pädagoge einen Namen machte.

## Leben
Leopold Jansa, der Sohn eines Tuchmachers erhielt schon früh von Jan Jahoda, dem örtlichen Schullehrer Gesangs- und Instrumentalunterricht. Bei seinem Vetter, dem Organisten Jan Zizius erlernte er das Orgelspiel. Auf der Geige blieb Jansa zunächst ein Autodidakt. Seine Schulbildung schloss er in Brünn ab und übersiedelte 1817 nach Wien, wo er zunächst mit dem Studium der Rechtswissenschaft begann. Dieses brach er aber nach zwei Jahren ab und widmete sich ganz der Musik. Durch intensives Studium entwickelte sich Jansa zum ausgezeichneten Violinisten, der neben den Virtuosen Joseph Mayseder und Joseph Böhm durchaus bestehen konnte. Zusätzlich nahm er aber auch Kompositionsunterricht bei Emanuel Förster und schuf eine Reihe an Violinwerken.
1823 erhielt Jansa die Stelle eines Kammervirtuosen in der Kapelle des Grafen Brunswik in Ungarn, kehrte aber nach rund einem Jahr wieder nach Wien zurück, wo er eine Anstellung bei der k.k. Hofkapelle fand.
1834 wurde ihm die Funktion des Musikdirektors an der Universität Wien übertragen und im selben Jahr versuchte Jansa auch, die in Wien seit Ignaz Schuppanzighs Tod (1830) brach liegende Quartett-Tradition wieder zu beleben, doch anfänglich mit wenig Erfolg. Nach einem neuerlichen gescheiterten Versuch 1836, gelang es dem Jansa-Quartett erst ab 1845 jährlich regelmäßig öffentliche Konzertzyklen durchzuführen.
Vorher schon als privater Geigenlehrer tätig, wurde Jansa 1847 schließlich noch als Professor an das Konservatorium der Gesellschaft der Musikfreunde berufen. Zu seinen bedeutendsten Schülerinnen und Schülern gehörten Wilhelmine Neruda (später Norman bzw. Hallé) und Karl Goldmark.
Anlässlich der Revolution von 1848 offenbar mit den Aufständischen sympathisierend, nahm er 1851 in London an einem Benefizkonzert für die geflüchteten ungarischen Revolutionäre teil, weshalb er seine Stellungen in Wien verlor und 1851 ebenfalls nach England emigrierte. Dort war er fast zwei Jahrzehnte erfolgreich als Violin-Pädagoge tätig. 1868 vom österreichischen Kaiser nach der Doppelstaatsgründung begnadigt und mit einer Gnadenpension bedacht, kehrte Jansa nach Wien zurück, wo er 1871 letztmals öffentlich auftrat. Er starb 1875 im hohen Alter von 80 Jahren.
Jansa hinterließ eine stattliche Zahl an Kompositionen, die meisten im Stil der Hochromantik aber ohne ausgeprägte Originalität. Neben vier Violinkonzerten, Sonaten, Terzetten, Quartetten etc. gehörten auch einige Arrangements dazu, die im Laufe der Jahre in Wien und London entstanden waren.